# Centaurea biokovensis
Centaurea biokovensis — вид квіткових рослин айстрових (Asteraceae). Ендемік Хорватії.